# Kbel (ort i Tjeckien, Mellersta Böhmen, lat 49,99, long 15,14)
Kbel är en ort i Tjeckien.   Den ligger i regionen Mellersta Böhmen, i den centrala delen av landet, 50 km öster om huvudstaden Prag. Kbel ligger 314 meter över havet och antalet invånare är 211.
Terrängen runt Kbel är lite kuperad, och sluttar norrut. Runt Kbel är det ganska tätbefolkat, med 52 invånare per kvadratkilometer. Närmaste större samhälle är Kolín, 6,0 km nordost om Kbel. Trakten runt Kbel består till största delen av jordbruksmark.